# Youssouf Sabaly
Pour les articles homonymes, voir Sabaly.
Youssouf Sabaly, né le 5 mars 1993 au Chesnay, est un footballeur international sénégalais qui évolue au poste d'arrière latéral à Al-Duhail SC.

## Biographie
Natif du Chesnay (Yvelines), il grandit dans ce même département à La Celle-Saint-Cloud. À l'âge de 13 ans, alors qu'il pratique également judo et le basket-ball, Youssouf Sabaly intègre le centre de formation du Paris Saint-Germain. Arrière droit de formation, il joue pour les équipes jeunes du club avant d'intégrer à partir de 2010, l'équipe réserve qui évolue en CFA. Parallèlement, il côtoie à partir des moins de 17 ans, toutes les sélections jeunes de l'équipe de France.
À l'été 2010 avec l'équipe de France des moins de 17 ans, il atteint la demi-finale de l'Euro des moins de 17 ans qui se déroule au Liechtenstein.

### Carrière en Club

#### Paris Saint-Germain (2013-2017)
En juin 2013, Youssouf Sabaly signe son premier contrat professionnel en s'engageant pour une durée de trois ans avec son club formateur, le Paris Saint Germain.
En mai 2013, il est convoqué par Pierre Mankowski pour disputer la coupe du monde des moins de 20 ans en Turquie ; deux mois plus tard le groupe remporte le tournoi.

#### Évian Thonon Gaillard (2013-2014)
Le 29 juillet 2013, il est prêté pour un an à l'Évian Thonon Gaillard, pensionnaire de Ligue 1. Auteur d'une très belle saison, il est l'un des titulaires inamovibles de Pascal Dupraz, et prendra part à 38 matchs toutes compétitions confondus, si bien que son prêt est renouvelé pour une saison supplémentaire avec le club savoyard.

#### FC Nantes (2015-2016)
Le 31 août 2015, Youssouf Sabaly est prêté au FC Nantes sans option d’achat. Il fait ses débuts le 13 septembre, face au Stade Rennais. Il est titularisé dès son premier match avec les Canaris. Il marque son premier but professionnel en Ligue 1 le 17 octobre, lors d'un match remporté 3-0 face à l'ESTAC Troyes. Il délivre sa première passe décisive de la saison le 4 novembre 2015 contre l'OGC Nice.

#### Girondins de Bordeaux (2016-2021)
Le 3 août 2016, il est prêté sans option d'achat aux Girondins de Bordeaux. Lors du match contre l'Olympique lyonnais, Youssouf Sabaly, tout comme Thomas Touré et Maxime Poundjé est absent.
Le 30 juin 2017, il rejoint définitivement les Girondins de Bordeaux pour cinq années jusqu'en 2021.

#### Real Betis (depuis 2021)
En fin de contrat avec les Girondins de Bordeaux, il signe un contrat de cinq ans avec le Real Betis le 7 juin 2021.

### Carrière en sélection sénégalaise
D'abord sélectionné dans les équipes de France jeune, de U17 à U20 (avec lequel il remporte le mondial en 2013), il suscite l'intérêt de son pays d'origine le Sénégal. Courtisé pendant plusieurs années, il annonce en septembre 2017 qu'il choisit de jouer pour Les lions de la Teranga. « Je suis plutôt Lion que Coq. Quand le sélectionneur (Aliou Cissé) décidera de m’appeler, selon mes performances, il n’y aura pas de problème. Je l’avais eu l’année dernière et pour des raisons personnelles j’avais dit que je préférais attendre. Maintenant, j’ai trouvé une stabilité, donc je peux me permettre de projeter vers l’équipe nationale ».
En mai 2018, il est sélectionné par Aliou Cissé pour participer à la Coupe du monde 2018. Sabaly y disputera les trois matchs du Sénégal. Lors du match face au Japon, il écopera d'un carton jaune. À égalité au classement du groupe H avec le Japon, le Sénégal est finalement éliminé sur le critère du fair-play, en partie à cause du carton jaune de Sabaly.
Il atteint la finale de la Coupe d'Afrique des nations 2019, perdue face à l'Algérie. Le 11 novembre 2022, il est sélectionné par Aliou Cissé pour participer à la Coupe du monde 2022.
Le 29 décembre 2023, il est retenu dans la liste des vingt-sept joueurs sénégalais sélectionnés par Aliou Cissé pour disputer la Coupe d'Afrique des nations 2023.
En 2024 il décide de prendre sa retraite internationale.

## Statistiques
| Saison                | Club                         | Championnat           | Championnat | Championnat | Championnat | Coupe nationale | Coupe nationale | Coupe nationale | Coupe de la Ligue | Coupe de la Ligue | Coupe de la Ligue | Supercoupe | Supercoupe | Supercoupe | Compétition(s) continentale(s) | Compétition(s) continentale(s) | Compétition(s) continentale(s) | Compétition(s) continentale(s) | Total | Total | Total |
| Saison                | Club                         | Division              | M.          | B.          | P.d.        | M.              | B.              | P.d.            | M.                | B.                | P.d.              | M.         | B.         | P.d.       | Comp.                          | M.                             | B.                             | P.d.                           | M.    | B.    | P.d.  |
| 2013-2014             | Évian TG FC (prêt)           | Ligue 1               | 36          | 0           | 2           | -               | -               | -               | 3                 | 0                 | 0                 | -          | -          | -          | -                              | -                              | -                              | -                              | 39    | 0     | 2     |
| 2014-2015             | Évian TG FC (prêt)           | Ligue 1               | 29          | 0           | 1           | 2               | 0               | 0               | 1                 | 0                 | 0                 | -          | -          | -          | -                              | -                              | -                              | -                              | 32    | 0     | 1     |
| Sous-total            | Sous-total                   | Sous-total            | 65          | 0           | 3           | 2               | 0               | 0               | 4                 | 0                 | 0                 | -          | -          | -          | -                              | -                              | -                              | -                              | 71    | 0     | 3     |
| 2015-2016             | FC Nantes (prêt)             | Ligue 1               | 28          | 2           | 1           | 1               | 0               | 0               | 1                 | 0                 | 0                 | -          | -          | -          | -                              | -                              | -                              | -                              | 30    | 2     | 1     |
| 2016-2017             | Girondins de Bordeaux (prêt) | Ligue 1               | 30          | 0           | 4           | 1               | 0               | 0               | 2                 | 0                 | 0                 | -          | -          | -          | -                              | -                              | -                              | -                              | 33    | 0     | 4     |
| 2017-2018             | Girondins de Bordeaux        | Ligue 1               | 35          | 0           | 6           | 1               | 0               | 0               | 1                 | 0                 | 0                 | -          | -          | -          | C3                             | 2                              | 0                              | 0                              | 39    | 0     | 6     |
| 2018-2019             | Girondins de Bordeaux        | Ligue 1               | 23          | 0           | 1           | 1               | 0               | 0               | 3                 | 0                 | 0                 | -          | -          | -          | C3                             | 4                              | 0                              | 1                              | 31    | 0     | 2     |
| 2019-2020             | Girondins de Bordeaux        | Ligue 1               | 12          | 0           | 1           | 1               | 0               | 0               | 1                 | 0                 | 0                 | -          | -          | -          | -                              | -                              | -                              | -                              | 14    | 0     | 1     |
| 2020-2021             | Girondins de Bordeaux        | Ligue 1               | 33          | 1           | 2           | -               | -               | -               | -                 | -                 | -                 | -          | -          | -          | -                              | -                              | -                              | -                              | 33    | 1     | 2     |
| Sous-total            | Sous-total                   | Sous-total            | 133         | 1           | 13          | 4               | 0               | 0               | 7                 | 0                 | 0                 | -          | -          | -          | -                              | 6                              | 0                              | 1                              | 150   | 1     | 14    |
| 2021-2022             | Betis Séville                | La Liga               | 10          | 0           | 1           | 4               | 0               | 0               | -                 | -                 | -                 | -          | -          | -          | C3                             | 3                              | 0                              | 0                              | 17    | 0     | 1     |
| 2022-2023             | Betis Séville                | LaLiga                | 23          | 1           | 1           | 1               | 1               | 0               | -                 | -                 | -                 | -          | -          | -          | C3                             | 3                              | 0                              | 0                              | 27    | 2     | 1     |
| 2023-2024             | Betis Séville                | LaLiga                | 12          | 0           | 1           | -               | -               | -               | -                 | -                 | -                 | 1          | 0          | 0          | C3                             | -                              | -                              | -                              | 13    | 0     | 1     |
| 2024-2025             | Betis Séville                | LaLiga                | 22          | 0           | 1           | 4               | 0               | 0               | -                 | -                 | -                 | 0          | 0          | 0          | C4                             | 8                              | 0                              | 2                              | 34    | 0     | 3     |
| Sous-total            | Sous-total                   | Sous-total            | 67          | 1           | 4           | 9               | 1               | 0               | 0                 | 0                 | 0                 | 1          | 0          | 0          | -                              | 16                             | 0                              | 3                              | 93    | 2     | 7     |
| Total sur la carrière | Total sur la carrière        | Total sur la carrière | 294         | 4           | 23          | 16              | 1               | 0               | 12                | 0                 | 0                 | 1          | 0          | 0          | -                              | 20                             | 0                              | 4                              | 343   | 5     | 27    |

## Palmarès

### En club
Betis Séville
- Coupe d'Espagne
  - Vainqueur en 2022
- Ligue Conférence :
  - Finaliste : 2025

### En sélection
- Avec l'équipe de France des moins de 20 ans, il remporte la Coupe du monde en 2013.

- Finaliste de la CAN 2019 avec le Sénégal

- Membre de l'équipe type Coupe d'Afrique des nations 2019.

### Distinctions individuelle
Membre de l'équipe-type de la Ligue Conférence 2024-2025